# Zalcitabine
La zalcitabine (2 '-3 '-didesoxycytidine, ddC), aussi appelée didesoxycytidine, est un médicament antirétroviral, c'est un analogue nucléosidique, inhibiteur de la transcriptase inverse (NARTI ou NRTI) vendu sous le nom de marque Hivid.
Le dosage recommandé est 0,750 mgs (soit une tablette) toutes les 8 heures, dans le cadre d'un régime de combinaison.
La zalcitabine semble moins efficace que d'autres nucléosides RTI, la fréquence quotidienne de trois prises est peu commode et ce médicament entraîne de graves effets secondaires. Pour ces raisons, elle est rarement utilisée à l'heure actuelle pour traiter le virus d'immunodéficience humain (VIH).

## Histoire
La zalcitabine a été mise au point au National Cancer Institut (NCI) par Samuel Broder, Hiroaki Mitsuya et Robert Yarchoan. Comme la didanosine, elle a été alors autorisée parce que le NCI n'a pas le droit de commercialiser des médicaments. Les National Institutes of Health (NIH) ont, pour cette raison, donné l'autorisation à Hoffman LaRoche.
La zalcitabine était le troisième antirétroviral à être approuvé par la Food and Drug Administration (FDA) pour le traitement des infections VIH et du SIDA. Elle a été agréée le 19 juin 1992 comme monothérapie et à nouveau en 1996 pour être utilisée en combinaison avec zidovudine (AZT). L'utilisation des combinaisons de NRTIs était déjà en pratique avant la deuxième approbation de la FDA et les combinaisons triples, avec deux NRTIs et un inhibiteur de la protéase (PI), allaient bientôt suivre.

## Mécanisme d'action
La zalcitabine est un analogue de la pyrimidine. C'est un dérivé de la désoxycytidine qui existe dans la nature, on le fabrique en remplaçant le groupe hydroxyle dans la position 3' par un hydrogène.
Il subit une phosphorylation dans les cellules T et les autres cellules cibles affectées par le VIH dans et prend une forme active de triphosphate, ddCTP. Ce métabolite actif travaille comme un substrat pour la transcriptase inverse du VIH et aussi par incorporation dans l'ADN viral, terminant alors l'élongation de chaîne due au groupe hydroxyle manquant. Du fait que la zalcitabine est un inhibiteur de la transcriptase inverse, elle n'est active que contre les rétrovirus.

## Pharmacocinétique
La zalcitabine a un taux oral d'absorption très élevé (plus de 80 %). Elle est essentiellement éliminée par voie rénale, avec une demi-vie de 2 heures.